# ویلای امپراتوری سوزاکی
ویلای امپراتوری سوزاکی (به ژاپنی: 須崎御用邸, Suzaki Goyōtei)، واقع در محله سوزاکی شهر شیمودا، شیزوئوکا، استان شیزوئوکا، ژاپن یک اقامتگاه متعلق به خانواده امپراتوری ژاپن (دودمان یاماتو) است و در فواصل زمانی نادر به عنوان یک استراحتگاه تابستانی غیررسمی مورد استفاده قرار می‌گیرد.